# 曺秉雯
曺 秉雯（チョ・ビョンムン、朝鮮語: 조병문、1911年6月18日 - 1994年5月13日）は、大韓民国の政治家。第4代珍島郡郡守、第2・3代韓国国会議員。
本貫は昌寧曺氏。号は雲岡（ウンガン、운강）。

## 経歴
全羅南道珍島郡生まれ。珍島公立普通学校（現・珍島初等学校）卒。独学で普通文官試験に合格した。1948年12月11日から1950年4月21日まで第4代珍島郡守を務めた。そのほか、自由党珍島郡党委員長、珍島金融組合長を務めた。珍島郡選挙区から1950年の第2代総選挙に無所属で、1954年の第3代総選挙に民主国民党の公認でそれぞれ当選し、国会議員を計2期務めた。国会では農林分科委員長を務めた。
5・16軍事クーデター後はアメリカに移住し、ニューヨーク湖南郷友会長などを務めた。1994年5月13日午後、米国ニューヨーク州にて老衰により死去した。享年83（または84）。